# Sitio de Gonfos
El sitio de Gonfos fue un enfrentamiento militar librado en la segunda guerra civil de la República romana en el 48 a. C..

## Antecedentes
Después de la derrota en Dirraquio, Cayo Julio César se retiró al este de Tesalia hasta llegar a Eginio, donde se unió a Cneo Domicio Calvino. Cneo Pompeyo Magno le seguía a distancia prudente. Cuando Pompeyo marchaba a Dirraquio seguido por César, Calvino fue enviado a Macedonia con 500 jinetes y las legiones XI y XII por la vía Egnatia. Acabaría expulsado de Macedonia por Fausto Cornelio Sila y en Tesalia, a orillas del río Haliacmón, enfrentó a Quinto Cecilio Metelo Escipión sin resultado claro. Se retiró al norte, cerca de donde actualmente esta Bitola.
Tras la derrota César había dejado en Apolonia cuatro cohortes, Lisos una y Orico con tres. Cruzó el río Genusus por Asparagium, donde la caballería pompeyana atacó su retaguardia, pero César se negó a dar batalla y Pompeyo se retiró a Asparagium. Pompeyo siguió la vía Egnatia para atacar a Calvino, quien no tenía noticias de César. El cesariano, cuando supo del peligro y con pocas horas de margen, levantó el campamento y huyó al sur, hasta el valle del alto Haliacmón, donde estableció contacto con su comandante. Pompeyo se dirigió a Larisa, donde se había movido Escipión.
Entre tanto, el cesariano Quinto Fufio Caleno fue enviado a Acaya, ocupando Delfos, Tebas y Orcómeno sin resistencia. Durante la marcha se le unieron Lucio Casio Longino y Cayo Calvisio Sabino. El delegado pompeyano Rutilio Lupo hizo construir obras defensivas en el istmo de Corinto para impedir que Caleno entrara en Acaya. Caleno permaneció toda la campaña en su posición amenazando Atenas.
Anteriormente, César había enviado a Longino a ocupar Tesalia con una legión de reclutas y 200 caballos, lo que se logró brevemente pero Escipión le hizo retirarse a Etolia, donde Longino se unió a Sabino, quien operaba con cinco cohortes y un pequeño contingente de caballería desprendidos de la legión que guarnecía Orico. Sabino había sido enviado por César con una legión a Macedonia, pero se encontró con el ejército que Escipión traía de Siria y apenas 800 de sus soldados lograron huir con él. Juntos se habían apoderado de Acarnania y Anfiloquía antes que llegara Caleno. Tesalia estaba fuertemente dividida entre los dos bandos, mientras que Etolia era generalmente favorable a César.

## Asedio
El principal ejército cesariano marchó por la calzada romana entre Epiro y Tesalia, pero las noticias de su derrota llegaron antes y Andróstenes, pretor de Tesalia, se puso del lado pompeyano. Cuando César se aproximó a Gonfos, actual Paleo Episkopi, el pretor pidió ayuda a Pompeyo y Escipión y se preparó para defender la ciudad. Inmediatamente, César hizo construir una castra (campamento) y las máquinas de asedio. El asalto comenzó en la tarde y antes del atardecer la noche la urbe había caído. Los soldados cesarianos estaban molestos por la batalla y el hambre que habían pasado los días anteriores, así que César no intento contener su furia y saquearon Gonfos.
Los cesarianos estaban tan emborrachados que si Pompeyo hubiera llegado a tiempo la victoria le habría sido fácil. En la tienda del boticario se encontraron los cadáveres de 20 de los principales ciudadanos de la villa, se suicidaron con veneno. Poco después, César siguió a Metrópolis, actual Paleo Kastro, donde exhibió a las autoridades de Gonfos, la que se rindió de inmediato. Después todas las ciudades de Tesalia, excepto Larisa, ocupada por Escipión, se rindieron a César.

## Consecuencias
César siguió el camino entre Larisa y Farsalia por Paleofarsalia, actual Krini, donde cruzó el río Enipeo cerca de la actual ciudad de Vasili. Pompeyo le seguía desde Larisa, decidiendo acampar en Paleofarsalia. Gracias a controlar Larisa recibía suministros por mar y su superior caballería le daba acceso al agua del río. Estaba por librarse la batalla decisiva.

### Antiguas
- Apiano. Libro 2 de Las guerras civiles. Libro 14 de Historia romana. Digitalizado por Uchicago. Basado en traducción latín-inglés por Horace White, 1913, Loeb Classical Library.
- Cayo Julio César. De bello civili. Traducción latín-inglés por William Duncan, St. Louis, Edwards and Bushnell, 1856. Harper's New Classical Library. Digitalizado el Libro III en Perseus. Versión en latín en The latin library. En español en Imperium.org.
- Dion Casio. Historia romana. Libro 41. Digitalizado por UChicago. Basado en traducción latín-inglés por Earnest Cary, Harvard University Press, volumen IV de colección de Loeb Classical Library, 1916.

### Modernas
- Sheppard, Si (2009). César contra Pompeyo. Farsalia. Traducción inglés-español de Eloy Carbó Ros. Barcelona: Osprey Publishing. ISBN 978-84-473-6379-7.

- Datos: Q54864606